# Лаусниц (Саксонија)
Лаусниц (њем. Laußnitz) општина је у њемачкој савезној држави Саксонија. Једно је од 63 општинска средишта округа Бауцен. Према процјени из 2010. у општини је живјело 2.028 становника. Посједује регионалну шифру (AGS) 14625300.

## Географски и демографски подаци
Лаусниц се налази у савезној држави Саксонија у округу Бауцен. Општина се налази на надморској висини од 196 метара. Површина општине износи 63,7 km². У самом мјесту је, према процјени из 2010. године, живјело 2.028 становника. Просјечна густина становништва износи 32 становника/km².